# 布施学校組合立布施小学校
布施学校組合立布施小学校（ふせがっこうくみあいりつ ふせしょうがっこう）は、千葉県夷隅郡御宿町に所在した公立小学校。
設置者である布施学校組合はいすみ市と御宿町により組織されていた。

## 沿革
布施小学校は1955年の町村合併以前の布施村の村域を学区としていた。1955年の町村合併で布施村の村域は大原町と御宿町に分かれたが、合併後も小学校の学区は維持され、布施学校組合が設立された。
児童数減少のため、2024年度末に閉校した。学区の内、いすみ市域はいすみ市立東小学校、御宿町域は御宿町立御宿小学校の学区に組み入れられた。

### 年表
- 1874年1月 - 公立布施小学校を設置。
- 1892年4月 - 村立上布施尋常小学校に改称。
- 1909年4月 - 布施尋常高等小学校に改称。
- 1911年12月 - 現所在地へ移転。
- 1941年4月 - 布施国民学校に改称。
- 1947年4月 - 布施村立布施小学校に改称。
- 1955年4月 - 町村合併により布施学校組合立布施小学校に改称。
- 2025年3月31日 - 閉校[1]。布施学校組合解散。

## 布施学校組合

### 事務所
- 千葉県夷隅郡御宿町須賀1522番地 （御宿町役場内）

### 組合の共同処理する事務
- 組合立布施小学校の設置・管理

### 組織
- 組合議会
  - 議員定数：6人（いすみ市：3人、御宿町：3人）[3]
- 組合執行機関
  - 管理者：1人（両市町の長の中から協議して定める）
  - 副管理者：1人（管理者の属する市町以外の市町の副市町長）
  - 会計管理者：1人（管理者の属する市町の会計管理者）
  - 監査委員：2人

### 組合経費負担割合
- 負担金に関する分賦区分はその年の4月1日現在の児童数割による。ただし、資本形成に係る経費の分賦区分は協議により別に定める[4]。

## 通学区域
- いすみ市上布施、下布施[5]
- 夷隅郡御宿町上布施、実谷、七本

## 進学先
- いすみ市立大原中学校[5]
- 御宿町立御宿中学校[6]

## 交通
- 御宿駅より3.8 km。